# Epipocus aztecus
Epipocus aztecus är en skalbaggsart som beskrevs av Strohecker 1977. Epipocus aztecus ingår i släktet Epipocus och familjen svampbaggar. Inga underarter finns listade i Catalogue of Life.